# Gatianus von Tours

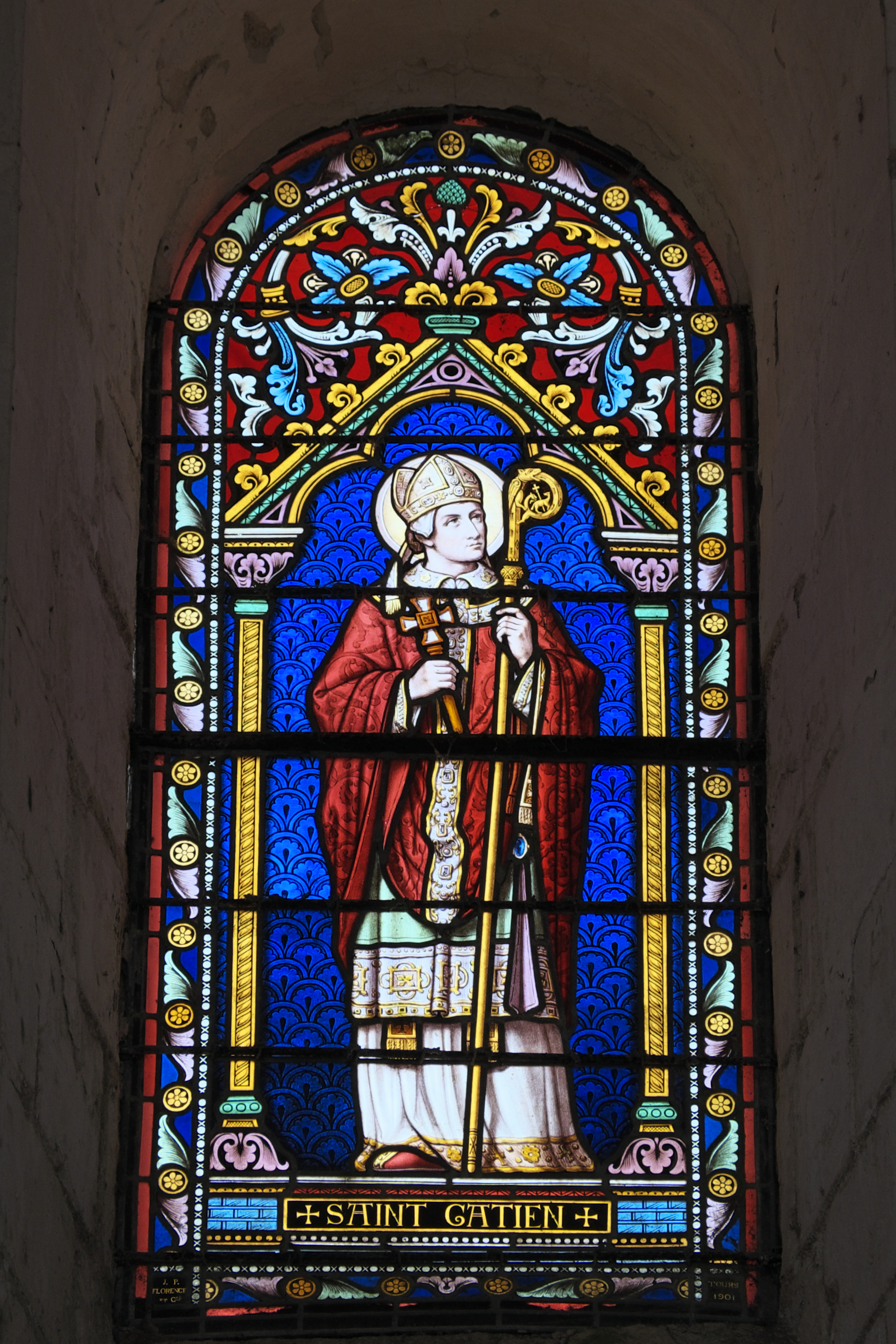
Hl. Gatianus auf einem Glasfenster der Kirche Notre-Dame in La Celle-Guenand

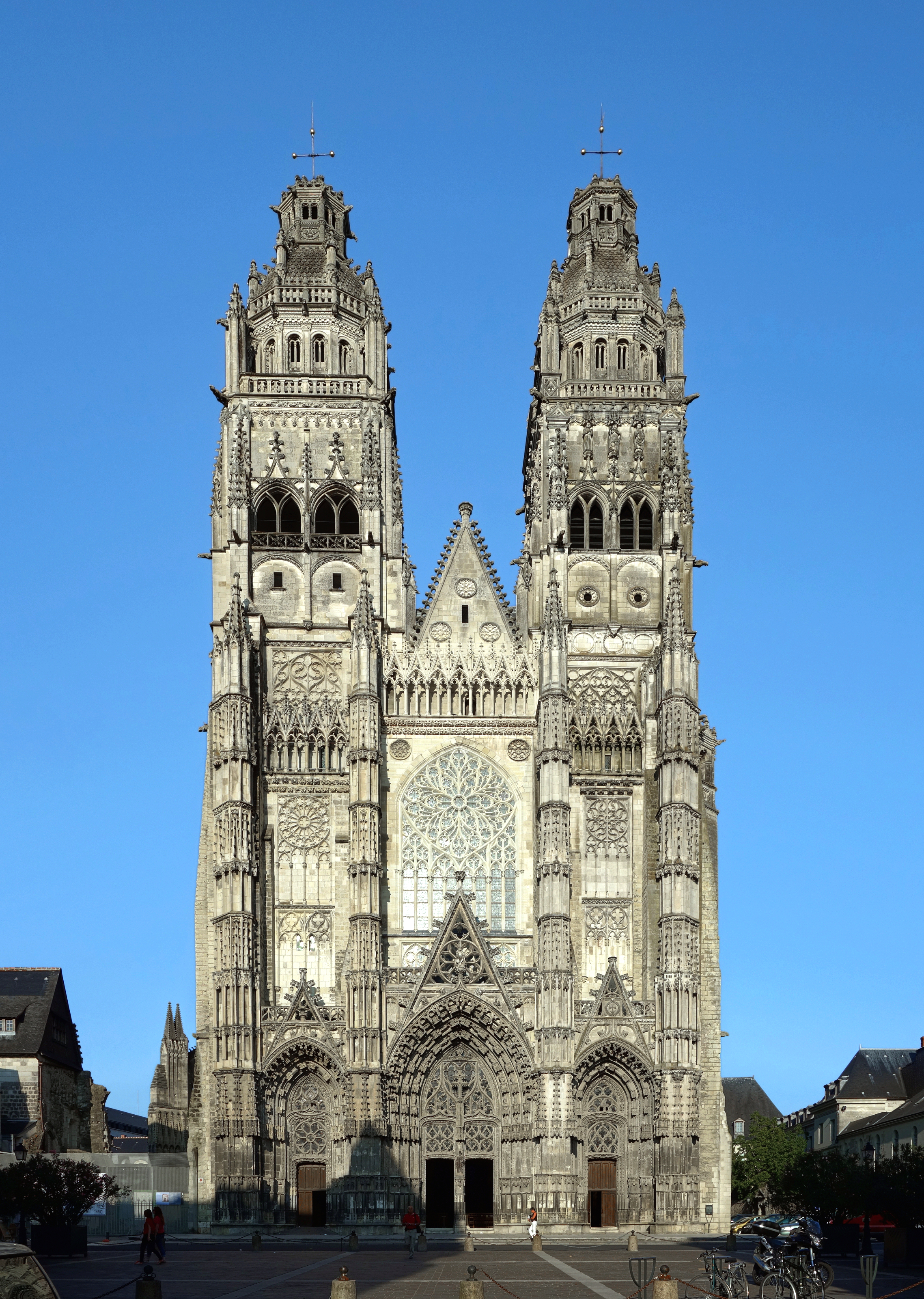
Kathedrale Saint-Gatien in Tours

Gatianus († 18. Dezember 301 in Tours), in Frankreich Saint Gatien genannt, war der erste Bischof von Tours; sein Gedenktag ist der 18. Dezember.

## Vita
Gatianus und sechs weitere Bischöfe (Paulus von Narbonne, Saturninus von Toulouse, Austremonius von Clermont, Dionysius von Paris, Trophimus von Arles und Martial von Limoges) wurden angeblich vom Papst Fabianus von Rom nach Gallien zur Verbreitung des Christentums gesandt.
Man vermutet, dass Gatianus in der gallorömischen Bevölkerung anfangs keinen sonderlichen Rückhalt hatte und deswegen gezwungen war, seine Gottesdienste in Katakomben und – ähnlich wie der unter den gallischen Legionen verbreitete Mithraskult – in Höhlen abzuhalten. Während seiner Amtszeit kam es unter dem römischen Kaiser Decius zu einer blutigen Christenverfolgung. Nach seinem Tod war durch die neuerliche Christenverfolgung des Kaisers Diokletian der Bischofssitz von Tours 36 Jahre lang verwaist. Erst sein Nachfolger Litorius konnte in Tours die erste Kirche bauen. Sie ersetzte eine Gedenkstätte für den Märtyrer Mauritius. In diese Kirche, aus der die heutige Kathedrale hervorging, ließ der spätere Bischof Martin von Tours die Gebeine des Bischofs Gatianus überführen (Translation); seit dieser Zeit tragen sie und ihre Nachfolgebauten den Namen Saint-Gatien.

## Verehrung
Außerhalb von Tours und seiner Kathedrale Saint Gatien ist die Verehrung des Hl. Gatianus nahezu unbekannt. Lediglich der normannische Ort Saint-Gatien-des-Bois und dessen Kirche tragen seinen Namen.

## Darstellung
Mittelalterliche Bildnisse des Heiligen sind unbekannt; spätere Darstellungen zeigen ihn regelmäßig im Bischofsornat.